# Józef Pieracki
Józef Pieracki, né le 10 septembre 1909 à Grębów (Basses-Carpates) et mort le 5 août 1988 à Wrocław, est un acteur polonais.

## Filmographie
- 1957 : Zagubione uczucia de Jerzy Zarzycki
- 1958 : Kalosze szczęścia d'Antoni Bohdziewicz
- 1958 : Eva veut dormir de Tadeusz Chmielewski
- 1958 : Les Adieux de Wojciech Has
- 1964 : Pas de divorce de Jerzy Stefan Stawiński
- 1965 : Późne popołudnie de Aleksander Ścibor-Rylski
- 1968 : La Poupée de Wojciech Has
- 1969 : La Chasse aux mouches d'Andrzej Wajda
- 1970 : Paysage après la bataille d'Andrzej Wajda